# El Torno (Bolivia)
El Torno è un comune (municipio in spagnolo) della Bolivia nella provincia di Andrés Ibáñez (dipartimento di Santa Cruz) con 56.096 abitanti (dato 2010).

## Cantoni
Il comune è suddiviso in 4 cantoni. 
- El Torno
- Jorochito
- La Angostura
- Limoncito